# Бейкер, Трейси
Трейс Ли Бейкер (англ. Trace Lee Baker, 7 ноября 1891, Пендлтон, Орегон — 14 марта 1975, Пласервилл, Калифорния) — американский бейсболист, игрок первой базы. В Главной лиге бейсбола провёл одну игру за «Бостон Ред Сокс» в 1911 году.

## Биография
Трейс Бейкер родился 7 ноября 1891 года в Пендлтоне в штате Орегон. Его отец Уильям владел фермой, а мать Кэтрин зарабатывала пошивом одежды на дому. Он окончил школу в родном городе, а затем два года отучился в Вашингтонском университете. Известно, что в 1908 году Бейкер играл за команду «Пендлтон Петс» в Лиге Внутренней империи.
В 1911 году он сыграл свой единственный матч в Главной лиге бейсбола, отличившись жертвенным бантом. Также Трейси в том сезоне числился в составе «Броктон Шумейкерс» из Лиги Новой Англии, но точных сведений о его игре за команду не сохранилось. В 1912 году он играл за «Виннипег Марунс».
С 1917 по 1919 год Бейкер находился на военной службе. После возвращения он жил в Пендлтоне, работал на ферме, а в 1930-е годы переехал в Калифорнию. Там Трейси работал бригадиром на строительстве автомагистралей. В годы Второй мировой войны он работал на верфи Kaiser Shipyards в Ричмонде.
Скончался Трейси Бейкер 14 марта 1975 года в возрасте 83 лет.